# (36245) 1999 VP86
1999 VP86 (asteroide 36245) é um asteroide da cintura principal. Possui uma excentricidade de 0.02467520 e uma inclinação de 10.19362º.
Este asteroide foi descoberto no dia 5 de novembro de 1999 por LINEAR em Socorro.